# 15 січня
15 січня — 15-й день року в григоріанському календарі. До кінця року залишається 350 днів (351 день — у високосні роки).

## Свята і пам'ятні дні

### Національні
- Індія: День армії.
- Єгипет: День посадки дерев.
- Північна Корея: День хангилю.
- Нігерія: День пам'яті Збройних Сил.
- Хорватія: День міжнародного визнання Хорватії.
- Карменталія (Рим).

### Релігійні

#### Західне християнство
- Пам'ять преподобного Павла Тивейського;
- Пам'ять святих Макарія Великого, Арнольда Янссена[en], Іти Кіллідійської[en], Мавра[en] і Плакида[en], Томи Аквінського, Франциска Фернандеса де Капільяса[en];
- Пам'ять блаженного Карла І Великого;
- Богоматір з Банне[en].

#### Східне християнство
- Пам'ять преподобних Павла Тибейського та Івана Кущника;
- Пам'ять преподобномученика Пансофія Олександрійського;
- Пам'ять преподобних Прохора Пшинського і Гавриїла Лісновського[1];
- Пам'ять святого Абелузія[en] (Етіопська церква).

## Іменини
✝  Католицькі: Арнольд, Іта, Макарій, Мавр, Тома, Павло, Плакида, Франциск, Карл.
✙ Православні: Павло, Іван, Пансофій, Прохор, Гавриїл.

## Події
- 69 — Отон став римським імператором.
- 1559 — коронація англійської королеви Єлизавети I, останньої з династії Тюдорів.
- 1700 — Петро I велів дворянам змінити довгий та незручний одяг на європейські костюми.
- 1776 — у Львові вийшов перший примірник «Gazette de Leopol», першого відомого періодичного видання на території України.
- 1790 — у Франції запроваджено новий адміністративний поділ. Країну розділяють на 83 департаменти.
- 1797 — Джон Етерінгтон з Лондона вперше у Великій Британії почав продаж у своєму магазині нового типу головного убору — циліндра.
- 1892 — у газеті «Triangle» в місті Спрингфілд, штат Массачусетс, де виникла гра баскетбол, автор гри доктор Джеймс Нейсміт уперше оприлюднив 13 правил її проведення.
- 1907 — доктор Лі де Форест, визнаний у світі як «батько радіо і дід телебачення», запатентував триелектродну вакуумну трубку, пристрій, котрий дав змогу перетворити радіо на практично використовуваний пристрій передачі голосу та музики.
- 1919 — після провалу збройного комуністичного повстання в Берліні урядові війська схопили і без суду стратили ініціаторів повстання, засновників німецької Компартії 48-річних Карла Лібкнехта і Розу Люксембург.
- 1939 — у СРСР впровадили трудові книжки для робітників і службовців (раніше існували в 1919—23).
- 1943 — у штаті Вірджинія (США) завершили будівництво Пентагону — найбільшої офісної споруди у світі, у якій базується Міністерство оборони США.
- 1945 — відділи НКВС штурмували «бандерівську столицю» — містечко Космач. У ході бою загинув командир дивізії ВВ НКВС Герой Радянського Союзу полковник М. Дергачов та 386 енкаведистів; Березівською сотнею керував Мирослав Симчич.
- 1967 — у «Лос-Анджелес Меморіал Колізеум» уперше розіграний Супербоул (фінальна гра сезону в професійному американському футболі).
- 1970 — 28-річний полковник Муаммар Каддафі, котрий прийшов до влади в Лівії у 1969 р. унаслідок військового перевороту й повалення влади короля Ідріса, проголошений прем'єр-міністром країни.
- 1986 — у радянських газетах опубліковано заяву Генерального секретаря ЦК КПРС Михайла Горбачова, в якій проголошено «програму поетапної ліквідації до 2000 року всіх видів ядерних озброєнь».
- 1992 — Бернерс-Лі Тім, «батько World Wide Web», випустив веббраузер — програму, яка дає можливість переглядати ресурси інтернету.
- 1992 — Європейська спільнота визнала незалежність Хорватії та Словенії, колишніх югославських республік, які перебували у федерації з 1918 року.
- 1992 — Президією Верховної Ради України затверджено музичну редакцію Державного гімну України, автором якої є Михайло Вербицький
- 1992 — Ямайка і Австрія визнали незалежність України.
- 1992 — Україна встановила дипломатичні відносини з Грецією.
- 1993 — у США на телеканалі NBC вийшла в ефір остання (2137) серія «Санта-Барбари».
- 1994 — унаслідок проведеного в Туркменістані референдуму повноваження голови республіки Сапармурата Ніязова продовжені з п'яти до десяти років.
- 1994 — за нез'ясованих обставин зник безвісти український політик Михайло Бойчишин.
- 2001 — Джиммі Вейлз і Ларрі Сенгер запустили Вікіпедію як один англомовний розділ на сайті www.wikipedia.com.
- 2006 — уперше Президентом Чилі стала жінка — Мішель Бачелет.
- 2009 — екіпаж американського аеробуса А-320 зміг урятувати від загибелі 146 пасажирів, посадивши літак із зупиненими двигунами на воду річки Гудзон посеред Нью-Йорка. Двигуни аеробуса відмовили внаслідок зіткнення зі зграєю гусей на висоті 850 м після зльоту з аеропорту «Ла Гуардія».

## Народились
Дивись також Категорія:Народились 15 січня
- 1622 — Мольєр (Moliere), дійсне ім'я й прізвище Жан Батист Поклен, французький драматург, актор, театральний діяч (помер 1673).
- 1791 — Франц Ґрільпарцер, австрійський поет і драматург.
- 1794 — Олександр Сергійович Грибоєдов, російський письменник («Горе від розуму»]).
- 1850 — Софія Ковалевська, російська математик, письменниця і публіцистка.
- 1850 — Міхай Емінеску, румунський поет-романтик.
- 1869 — Станіслав Виспянський, польський поет, драматург, художник.
- 1871 — Агатангел Кримський, український історик, письменник, перекладач, один з організаторів Академії Наук України (1918 року).
- 1899 — Леонід Чернов, український письменник.
- 1906 — Арістотель Онассіс, грецький судновласник, фінансовий магнат.
- 1908 — Едвард Теллер, американський фізик-ядерник мадярського походження, один з розробників атомної бомби (1945 рік) і керівник проєкту зі створення водневої бомби (1952 року).
- 1913 — Олександр Маринеско, радянський військовий моряк-підводник, командир Червонопрапорного підводного човна С-13 Балтійського флоту, капітан 3-го рангу, Герой Радянського Союзу.
- 1915 — Лео Мол (Леонід Молодожанин), канадський скульптор і живописець українського походження
- 1917 — Євген Лебедєв, актор театру й кіно, народний артист СРСР.
- 1918 — Ґамаль Абдель Насер, другий президент Єгипту, Герой Радянського Союзу.
- 1923 — Лі Денхуей, тайванський політик, президент Республіки Китай з 1988 по 2000.
- 1929 — Мартін Лютер Кінг, американський баптистський священник, діяч негритянського руху за рівноправ'я, лауреат Нобелівської премії миру
- 1963 — Брюс Шнайєр, американський криптограф.
- 1981 — Pitbull, популярний іспанський співак
- 1994 — Василь Гукало, солдат Збройних сил України, учасник російсько-української війни. Герой України (2024, посмертно).

## Померли
Дивись також Категорія:Померли 15 січня
- 1788 — Гаетано Латілла, італійський оперний композитор.
- 1815 — Емма Гамільтон, кохана британського адмірала Гораціо Нельсона
- 1919 — Карл Лібкнехт і Роза Люксембург, німецькі комуністи-революціонери, вбиті після провалу заколоту.
- 1949 — Гліб Лазаревський, український літературознавець. Син О. М. Лазаревського
- 1955 — Ів Тангі, французький художник-сюрреаліст.
- 1967 — Давид Бурлюк, український художник-футурист, поет, теоретик мистецтв, видавець.
- 1978 — Федір Манайло, український живописець, народний художник України.
- 1979 — Олесь Якимович, білоруський письменник радянської доби.
- 2000 — Сергій Іванов, український і радянський кіноактор, знявся у фільмах «В бій ідуть лише старі», «Дні Турбіних», «Ати-бати, йшли солдати…» та ін.
- 2009 — Вероніка Дударова, російський диригент, народна артистка СРСР
- 2010 — Маршалл Воррен Ніренберг, американський біохімік і генетик, лауреат Нобелівської премії з фізіології і медицини 1968 року за розшифрування генетичного коду
- 2018 — Долорес О'Ріордан, ірландська співачка, вокалістка гурту The Cranberries.
- 2023 — Вахтанг Кікабідзе, радянський та грузинський співак, автор пісень, кіноактор, кінорежисер, сценарист, політичний діяч.
- 2025 — Девід Лінч, американський кінорежисер, художник, музикант, актор («Людина-слон», «Синій оксамит», «Твін Пікс», «Малголланд Драйв»).